# Anne Sewell Young
Anne Sewell Young, née le 2 janvier 1871 à Bloomington, Wisconsin et morte le 15 août 1961 à Claremont dans l'État de la Californie, est une astronome américaine. En 1929, elle découvre la comète 31P/Schwassmann-Wachmann.

## Jeunesse et études
Anne Sewell Young naît le 2 janvier 1871, à Bloomington (Wisconsin), elle est la fille du révérend Albert Adams Young et de Mary Sewell. Sa passion pour l'astronomie est inspirée par son oncle, Charles Augustus Young, professeur d'astronomie à l'université de Princeton et l'un des premiers chercheurs qui s'est intéressé à la couronne solaire.
Elle obtient son Bachelor of Science (licence) au Carleton College dans le Minnesota en 1892. Elle enseigne ensuite les mathématiques pendant trois ans au Whitman College de Walla Walla (Washington). Elle reprend ses études au Carleton College où elle reçoit son Master of Science en 1897. En 1906, elle obtient son Ph.D (doctorat) avec une thèse évaluant les mesures des premières photographies prises par Lewis M. Rutherford et détermine que la constellation de Persée a deux fois plus d'étoiles que ce qui avait été estimé auparavant.

## Carrière
Anne Young commence sa carrière au Mount Holyoke College en 1898. Elle est nommée directrice de l'Observatoire John Payson Williston où elle dirige un programme d'observation des taches solaires. En 1929, elle identifie la comète 31P/Schwassmann-Wachmann confondue à tort avec la planète mineure « Adelaide » (A904 EB) en 1904.
Anne Young se passionne pour les étoiles variables et correspond sur le sujet avec Edward Charles Pickering, directeur de l'Observatoire du Harvard College. Elle est l'un des huit membres fondateurs de l'Association américaine des observateurs d'étoiles variables et contribue à plus de 6 500 observations d'étoiles variables. Elle est élue présidente de l'organisation en 1923.
Elle prend sa retraite en 1936 et son ancienne élève Alice Hall Farnsworth lui succède au poste de directrice de l'Observatoire Williston. Elle s'installe à Claremont (Californie) avec sa sœur, Elizabeth, et meurt le 15 août 1961.

## Reconnaissance
Elle est élue membre de la Royal Astronomical Society en juin 1922. Elle est également membre de l'American Astronomical Society, de l'Astronomical Society of the Pacific et de l'Association américaine pour l'avancement des sciences.